# Actinote eupelia
Actinote eupelia är en fjärilsart som beskrevs av Jordan 1913. Actinote eupelia ingår i släktet Actinote och familjen praktfjärilar. Inga underarter finns listade i Catalogue of Life.